# Majia Parnas
Majia Iwanowna Parnas (ros. Майя Ивановна Парнас; rum. Maia Parnas; ur. 15 maja 1974 w Tyraspolu) – naddniestrzańska polityk, ekonomistka i prawnik, od 2012 do 2015 wicepremier Naddniestrza, dwukrotnie pełniąca funkcję premiera Naddniestrza w roku 2015.
Ukończyła studia ekonomiczne i prawnicze w Tyraspolu i Moskwie. Pracowała następnie od 2003 do 2012 w Urzędzie Rady Najwyższej, dochodząc do głównego stanowiska kierowniczego. Była szefem sztabu wyborczego kandydata na prezydenta Jewgienija Szewczuka, następnie po jego zwycięstwie rozpoczęła kierowanie jego administracją i została jego reprezentantką w parlamencie. W marcu 2012 została wicepremierem i ministrem rozwoju, od listopada 2013 – wyłącznie pierwszym wicepremierem.
Nie należy do żadnej partii politycznej. Od października do listopada i w grudniu 2015 roku kierowała rządem podczas przygotowań premier Tatjany Turanskiej do startu w wyborach parlamentarnych. Zakończyła pełnienie funkcji z dniem 23 grudnia 2015. 30 grudnia została p.o. szefa kancelarii prezydenta Szewczuka, a w sierpniu 2016 – jej szefem.
Mężatka, ma dwoje dzieci.